# By the Way
By the Way ist das achte Studioalbum der US-amerikanischen Rockband Red Hot Chili Peppers. Es erschien im deutschsprachigen Raum am 8. Juli 2002 bei WEA Records (einer Tochter von Warner Music).
Im Vergleich zum Vorgängeralbum Californication sind die Lieder tendenziell poplastiger, melodiöser und nachdenklicher. Der Gitarrist John Frusciante setzte mit seinem melodiösen Akkordspiel neue Standards in der Rockszene. Er erschuf mit ausgefallenen Effektgeräten oft sphärische Klänge. Andererseits stieß das Album in der Fangemeinde teilweise auf größere Ablehnung, da es sich stilistisch vom Funkrock, für den die Red Hot Chili Peppers bekannt waren, entfernt.

## Entstehung

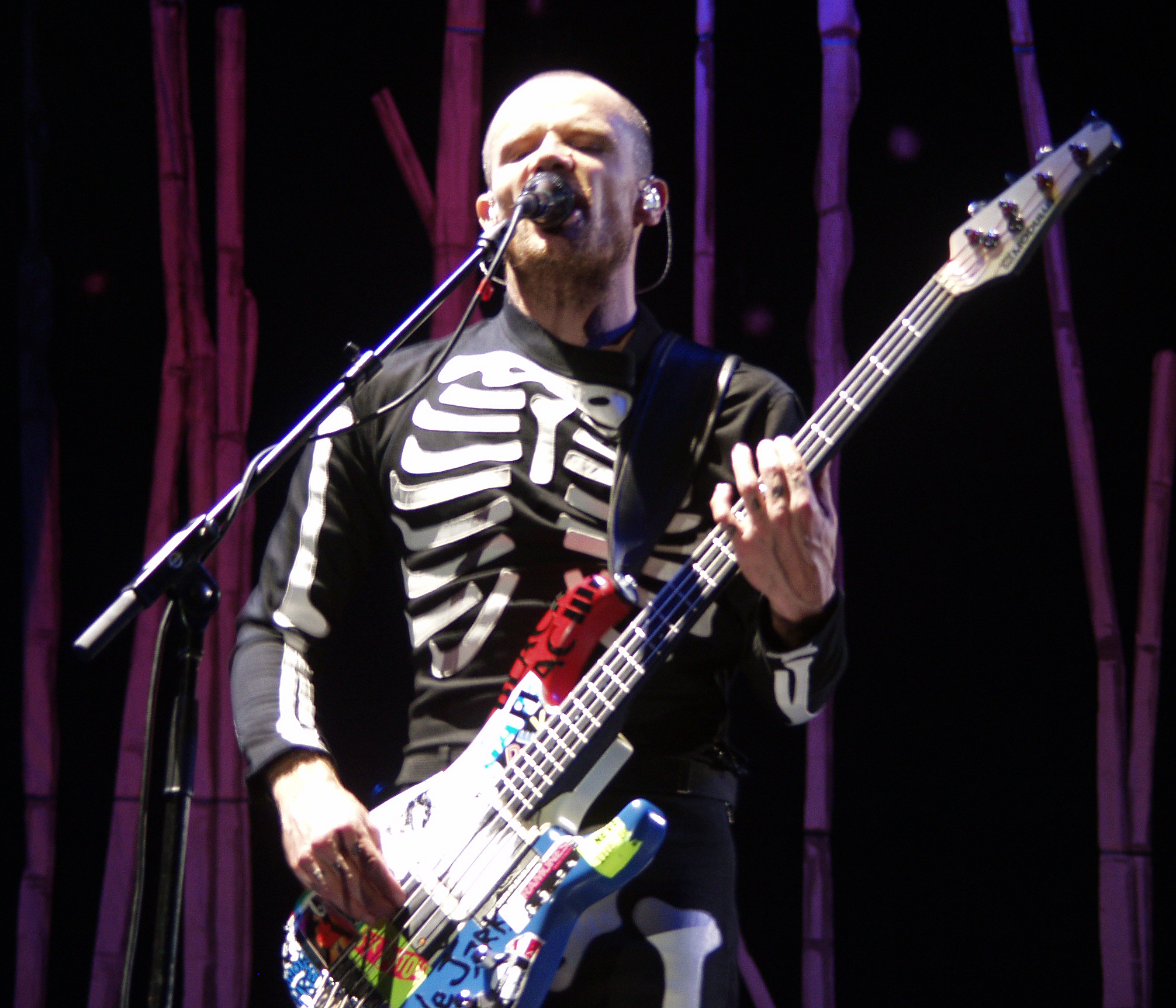
Michael Balzary (2005)

Die Arbeiten am Album begannen im Herbst 2001, im Anschluss an die Welttournee zum Album Californication. Die Entstehungs- und Schreibprozesse fanden laut Angaben der Band häufig zu Hause statt, teilweise trafen sich die Bandmitglieder aber auch im Proberaum des Studios. Kiedis beschrieb die Zeit in seiner Autobiografie als entspannt und das Schreiben der Lieder als relativ einfach. Der 1998 in die Band zurückgekehrte Gitarrist John Frusciante arbeitete mit großer Motivation am neuen Album und war aus diesem Grund zusammen mit Sänger Anthony Kiedis an den meisten Teilen des Albums entscheidend beteiligt. Das führte jedoch bei Michael Balzary, Bassist der Band, zu dem Gefühl, nicht gebraucht zu werden. Aus diesem Grund kam es zu einem Streit zwischen Frusciante und Balzary, wodurch die Aufnahmen zum Album zu platzen drohten. Der Streit konnte jedoch geschlichtet werden und die Arbeiten wurden fortgesetzt.
Schon in einem frühen Stadium der Arbeiten entschied sich die Band für Rick Rubin als Produzenten. Dieser war jedoch nicht zufrieden mit dem härteren Stil der Red Hot Chili Peppers und schlug vor, wieder mehr zum ursprünglichen Funkrock zurückzukehren. Dieser Vorschlag wurde von der Band angenommen und so entstand unter Inspiration der Beatles sowie der Beach Boys ein harmonischerer Stil, für den hauptsächlich Frusciante verantwortlich war.
Die Aufnahmen fanden zwischen November 2001 und Mai 2002 in den Cello Studios sowie dem Chateau Marmont in Los Angeles statt.

## Veröffentlichung
Nach den abgeschlossenen Studioaufnahmen begann das Label Warner Music das Album intensiv zu promoten. Als Medium wurde dabei besonders das Internet gewählt. Ziel war, die Anzahl der illegalen Downloads zu reduzieren. Am 21. Juni 2002 startete das Label eine Aktion, bei der jeden Tag ein neuer Song des Albums für die Dauer eines Tages als Stream veröffentlicht wurde. Insgesamt beteiligten sich über 150 Anbieter wie MTV, VH1, iTunes und AOL. Letzterer ernannte By the Way zum Album des Monats und veröffentlichte aus diesem Anlass exklusive Livevideos, Gewinnspiele und Interviews, welche kostenfrei angesehen werden konnten. Außerdem war AOL Music der erste Anbieter, der die Single By the Way vorab zum kostenpflichtigen Download anbot.
Das Album selber erschien als CD und Schallplatte im deutschsprachigen Raum und Großbritannien am 8. Juli 2002, in den USA einen Tag später.

## Stil

Gitarrenriff aus Can't Stop

Im Gegensatz zum Vorgängeralbum Californication, in dem noch viele Akzente auf den für die Band typischen Funkrock gesetzt waren, zeichnet sich By the Way eher durch melodiöseren Alternative Rock aus. Damit entfernt sich die Band immer mehr vom härteren Gitarrenklang, der zum Beispiel auf One Hot Minute zu hören war.
Die größte Veränderung im Vergleich zu den Vorgängeralben ist beim Gitarrenspiel zu hören. Für die Entstehung der Gitarrenriffs war hauptsächlich Frusciante selber verantwortlich, teilweise arbeitete er aber auch mit Balzary zusammen. Dabei entstand im Vergleich zu den vorherigen Alben ein emotionalerer Klang. Dabei ließ sich Frusciante nach eigenen Angaben von Musikern wie Vini Reilly und John McGeoch inspirieren. Auch der Einsatz von verschiedenen Effekten und mehrschichtigen Gitarrenparts war neu für den Stil Frusciantes.
Auch der Gesang ist verändert. Kiedis, der erst seit 2000 alkohol- und drogenabstinent ist, behandelt in seinen Texten ernstere und nachdenklichere Themen. So geht es in den Titeln This Is the Place und Don’t Forget Me um seinen Drogenmissbrauch und was die Drogen aus ihm gemacht haben. In dem Lied This Is the Place wird erwähnt, dass er aufgrund seines Drogenkonsums die Beerdigung seines Mitmusikers und Freundes Hillel Slovak verpasst hat. Der Titel Venice Queen ist seiner Drogentherapeutin Gloria Scott gewidmet, die kurz nach Kiedis’ erfolgreichem Entzug starb. In den Songs By the Way, I Could Die for You, Dosed und Warm Tape geht es um das Verliebtsein. Dazu inspiriert wurde Kiedis von seiner damaligen Freundin.

## Artwork
Alle Fotos und Illustrationen des Albums wurden vom US-amerikanischen Maler und Fotografen Julian Schnabel gestaltet. Als Modell diente dafür Schnabels Tochter Stella, die zum damaligen Zeitpunkt mit John Frusciante liiert war. Laut Frusciante bot Schnabel seine Hilfe an, worauf ihm die Band das Rohmaterial einiger Songs schickte. Dieser konnte mit seinen Vorschlägen die Band überzeugen, da er laut Aussage der Band genau deren Geschmack getroffen habe.
Die meisten Fotos im Inneren des Booklets zeigen Objekte wie Pflanzen, Sterne oder nicht erkennbare Objekte, die im Dreck zu liegen scheinen. Der Text von By the Way wurde von Anthony Kiedis per Hand in Rosa in das Booklet geschrieben. Unter anderem ist auch die Zeichnung eines Ziegenkopfes zu sehen.

## Titelliste
Alle Songs wurden von John Frusciante, Michael Balzary, Chad Smith und Anthony Kiedis geschrieben.
| #   | Titel                      | Länge |
| --- | -------------------------- | ----- |
| 1.  | By the Way                 | 3:37  |
| 2.  | Universally Speaking       | 4:16  |
| 3.  | This Is the Place          | 4:17  |
| 4.  | Dosed                      | 5:11  |
| 5.  | Don’t Forget Me            | 4:37  |
| 6.  | The Zephyr Song            | 3:51  |
| 7.  | Can’t Stop                 | 4:29  |
| 8.  | I Could Die for You        | 3:12  |
| 9.  | Midnight                   | 4:55  |
| 10. | Throw Away Your Television | 3:44  |
| 11. | Cabron                     | 3:38  |
| 12. | Tear                       | 5:17  |
| 13. | On Mercury                 | 3:27  |
| 14. | Minor Thing                | 3:37  |
| 15. | Warm Tape                  | 4:16  |
| 16. | Venice Queen               | 6:07  |

### Japanische Edition
| #   | Titel | Länge |
| --- | ----- | ----- |
| 17. | Time  | 3:47  |

### iTunes Edition
| #   | Titel        | Länge |
| --- | ------------ | ----- |
| 17. | Runaway      | 4:30  |
| 18. | Bicycle Song | 3:23  |

## Beteiligte
Folgende Personen waren direkt an der Entstehung des Albums beteiligt:
- Anthony Kiedis: Gesang
- John Frusciante: E-Gitarre, Begleitgesang
- Flea: E-Bass, Begleitgesang
- Chad Smith: Schlagzeug
- Rick Rubin: Produzent
- Jim Scott: Mix, Toningenieur
- Marc Mann: Orchesterarrangement, Dirigent
- Julian Schnabel: Artwork
- Vladimir Meller: Mastering
- Dave Lee: Gitarrentechniker
- Lindsay Chase: Produktionskoordination
- Ryan Hewitt: Toningenieur
- Ethan Mates: Toningenieur
- Jason Wormer: Toningenieur

## Singleauskopplungen
Die erste Single By the Way stieg in Großbritannien auf Platz sieben ein und hielt sich zehn Wochen in den Charts. In Deutschland erreichte die Single Platz 22, in Österreich Platz sieben, in der Schweiz Platz acht und in den Vereinigten Staaten Platz 34. Damit war By the Way die kommerziell erfolgreichste Single des Albums.
The Zephyr Song, die zweite Singleauskopplung, war mit Ausnahme von Großbritannien (Platz 11) kommerziell weniger erfolgreich.
Die dritte Single Can’t Stop konnte sich in Großbritannien auf Rang 22 platzieren. In der Schweiz kam der Song auf Platz 39, in Österreich auf Platz 65, in Deutschland auf Platz 48 und in den Vereinigten Staaten auf Rang 57.
Universally Speaking, Single Nummer vier, konnte nur in Großbritannien mit Platz 27 die Charts erreichen.
Singles in den Charts

| Jahr | Titel                | Höchstplatzierung, Gesamtwochen, AuszeichnungChartplatzierungen (Jahr, Titel, , Platzierungen, Wochen, Auszeichnungen, Anmerkungen) | Höchstplatzierung, Gesamtwochen, AuszeichnungChartplatzierungen (Jahr, Titel, , Platzierungen, Wochen, Auszeichnungen, Anmerkungen) | Höchstplatzierung, Gesamtwochen, AuszeichnungChartplatzierungen (Jahr, Titel, , Platzierungen, Wochen, Auszeichnungen, Anmerkungen) | Höchstplatzierung, Gesamtwochen, AuszeichnungChartplatzierungen (Jahr, Titel, , Platzierungen, Wochen, Auszeichnungen, Anmerkungen) | Höchstplatzierung, Gesamtwochen, AuszeichnungChartplatzierungen (Jahr, Titel, , Platzierungen, Wochen, Auszeichnungen, Anmerkungen) | Anmerkungen                                                  |
| Jahr | Titel                | DE | AT | CH | UK | US | Anmerkungen                                                  |
| ---- | -------------------- | --- | --- | --- | --- | --- | ------------------------------------------------------------ |
| 2002 | By the Way           | DE22 (13 Wo.)DE | AT7 (19 Wo.)AT | CH8 (20 Wo.)CH | UK2 Platin · (10 Wo.)UK | US34 ×2Doppelplatin · (20 Wo.)US | Erstveröffentlichung: 8. Juni 2002 Verkäufe: + 2.790.000     |
| 2002 | The Zephyr Song      | DE65 (3 Wo.)DE | — | CH100 (1 Wo.)CH | UK11 Gold · (10 Wo.)UK | US49 Gold · (14 Wo.)US | Erstveröffentlichung: 8. Oktober 2002 Verkäufe: + 900.000    |
| 2003 | Can’t Stop           | DE48 Platin · (13 Wo.)DE | AT65 (6 Wo.)AT | CH39 (11 Wo.)CH | UK22 ×3Dreifachplatin · (6 Wo.)UK                                                                                                   | US57 ×3Dreifachplatin · (20 Wo.)US                                                                                                  | Erstveröffentlichung: 10. Februar 2003 Verkäufe: + 5.705.000 |
| 2003 | Universally Speaking | — | — | — | UK27 (4 Wo.)UK | — | Erstveröffentlichung: 15. Juni 2003                          |

## Tournee

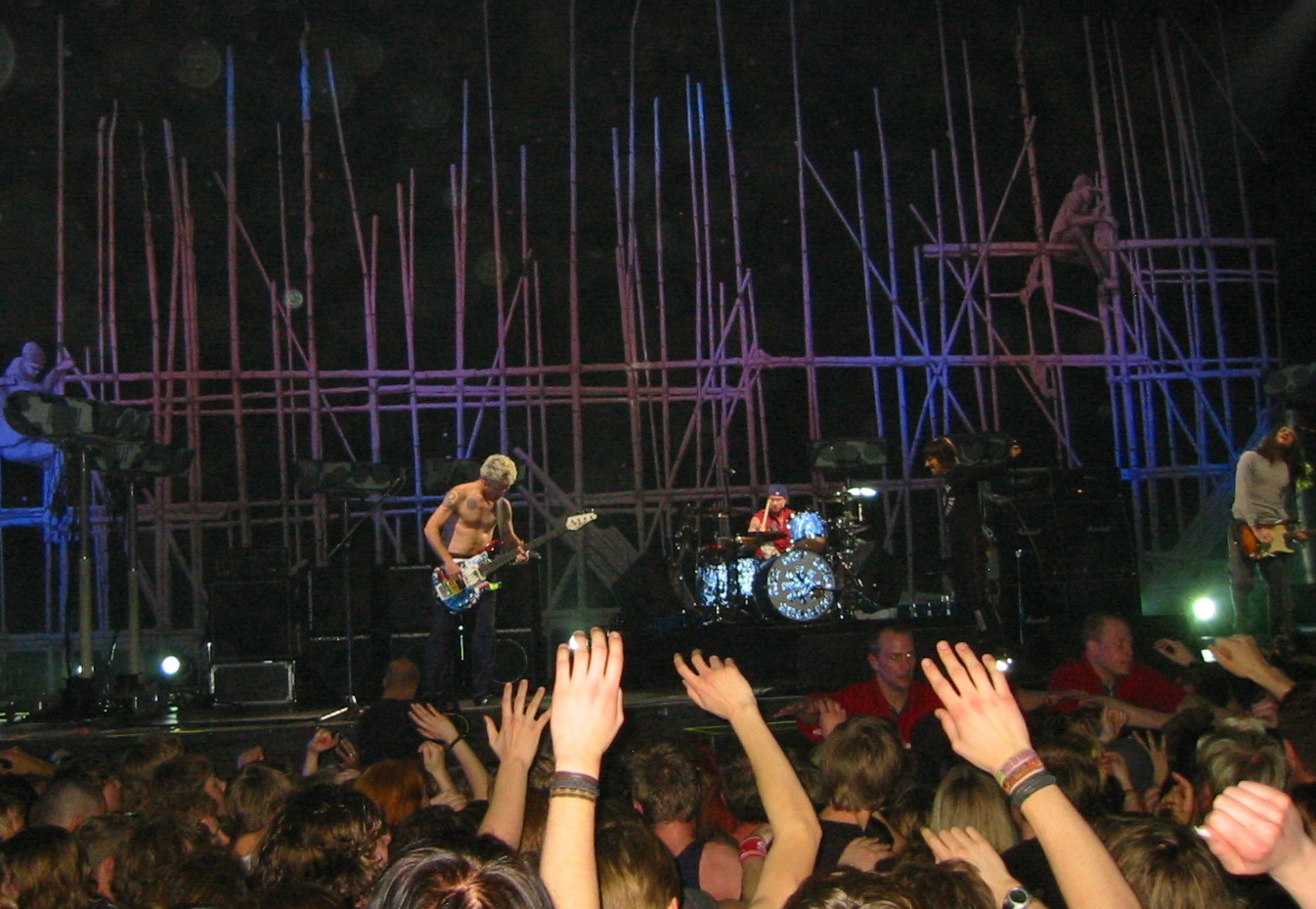
Die Red Hot Chili Peppers bei einem Konzert in Stockholm

Nach der Veröffentlichung des Albums drohte die anschließende Tournee zu platzen, da es einen erneuten Streit zwischen John Frusciante und Flea gab. Erst ein längeres Gespräch unter vier Augen konnte die Differenzen beilegen und die Tour retten. Dabei sollen die beiden sogar zusammen meditiert haben, um die Streitigkeiten zu beenden. Die Promotiontour für das neue Album konnte somit rechtzeitig beginnen. Das erste Konzert gab die Band auf Ellis Island, wo sie acht Songs von By the Way vor ausgewähltem Publikum spielte. Die New York Post bezeichnete diesen Auftritt später als „einen der Auftritte des Jahres“. Der Auftrittsort wurde aufgrund der Terroranschläge am 11. September 2001 gewählt, außerdem gingen alle Einnahmen an Hilfsprojekte für Betroffene. Nach der Veröffentlichung des Albums begann die Band sofort mit einer Welttournee, um das Album zu vermarkten. Der Anfang der Tournee wurde in Europa gemacht, zwischendurch trat die Band jedoch auch auf Musikfestivals in Nordamerika und Asien auf. Die Auftritte in Europa gingen bis Februar 2003, am 1. Mai 2003 spielte die Band die ersten Konzerte in Nordamerika. Die Konzerte endeten am 21. Juni, danach nahm die Band zunächst eine kleine Auszeit. Am 23. August spielten die Red Hot Chili Peppers dann vor 80.000 Zuschauern im irischen Slane Castle. Der Auftritt wurde am 18. November 2003 als Live-DVD Live at Slane Castle veröffentlicht. Die Tournee wurde anschließend mit Konzerten in Asien und Australien fortgesetzt. Im Juni 2004 bereiteten sich die Red Hot Chili Peppers auf drei Konzerte im Londoner Hyde Park vor. Für die drei Konzerte konnten insgesamt 258.000 Karten verkauft werden, das entspricht 86.000 Zuschauer pro Konzert. Die ausverkauften Konzerte fanden am 19., am 20. und am 25. Juni statt und wurden sowohl von Fans als auch von Kritikern überwiegend gelobt. Die drei Konzerte nahmen ca. 17.000.000 $ brutto ein und waren somit die erfolgreichsten aufeinanderfolgenden Konzerte an einem Veranstaltungsort gemessen an den Bruttoeinnahmen. Durch diesen großen Erfolg veröffentlichte die Band mit Live in Hyde Park das erste Livealbum der Bandgeschichte. Die CD enthält Mitschnitte der drei Konzerte und wurde am 26. Juli 2004 in Europa, Australien, Japan und Neuseeland veröffentlicht. Am 3. August 2004 erschien das Live-Album auch in den USA. Im weiteren Verlauf des Jahres 2004 ging die Tour weiter, unter anderem spielte die Band auf dem Kongress der Demokratischen Partei. Mit einigen weiteren Konzerten (u. a. bei Rock am Ring) beendete die Gruppe im Sommer 2004 ihre Welttournee.

## Rezeption

### Rezensionen
Insgesamt erhielt By the Way von den Kritikern positive bis gemischte Bewertungen. Metacritic errechnete einen Durchschnitt von 70 % aus insgesamt 21 professionellen Rezensionen. Daraus ergab sich das Prädikat „Generally favorable“ (dt. „Grundsätzlich positiv“).
Laut.de zeigt sich von dem Album begeistert und vergab die maximale Punktzahl von 5 Sternen. Kritiker Martin Mengele meint, dass alle der 16 Songs hitverdächtig sind und länger in Erinnerung bleiben werden. John Frusciantes Gitarrentechnik wird von ihm besonders hervorgehoben. Auf der anderen Seite kritisiert er, dass einige Songs etwas zu schnulzig sind und die Aufnahmetechnik, die schon bei Californication stark in die Kritik geraten ist.
Ähnlich sieht es das sonst eher kritische Q Magazine, das ebenfalls die volle Punktzahl vergibt. Der Klang des Albums wird dort als fantastische Aufnahme bezeichnet, dessen Songs voller Überraschungen und Wunder stecken.
Auch Daniel Gerhardt von Plattentests.de lobt das Album und meint, dass die Red Hot Chili Peppers noch an ihre Anfangszeiten anknüpfen können. Ihm gefällt vor allem der Gesang sowie der Hang zu den melodischen Klängen. Er vergibt in der Endabrechnung 8 von 10 Punkten.
Zac Johnson vergibt bei Allmusic 4 von 5 Sternen und schreibt, dass die Band ihre Grundprinzipien noch immer nicht verloren habe. Die Musik bezeichnet Johnson als ein bisschen weicher als auf den Vorgängeralben. Sein Lob gilt vor allem den Refrains, dafür findet er die Strophen teilweise etwas langweilig und vorhersehbar.
Die BBC bewertet das Album eher neutral. Kritiker Daniel Pike meint, dass die Band ihre emotionale Seite hat spielen lassen und dadurch erwachsener wirke. Auf der anderen Seite seien dadurch auch einige bisherige Elemente der Red Hot Chili Peppers verloren gegangen.

### Bestenlisten
- Top 20 der besten Alben zwischen 1986 und 2006 (Q Magazine)
  - Platz 16[34]
- Top 100 der besten Gitarrensongs (Q Magazine)
  - Platz 30 (für Can’t Stop)[34]
- Ultimate Music Collection (Q Magazine)[35]
- Die 100 besten Alben seit Herbst 1994 (Rolling Stone)
  - Platz 71[36]
- Die 500 besten Alben aller Zeiten (Rolling Stone)
  - Platz 304[37]

## Kommerzieller Erfolg

### Chartplatzierungen
Gemessen an den Chartplatzierungen war By the Way das bis zu dem Zeitpunkt erfolgreichste Album der Band. In den Vereinigten Staaten erreichte das Album Platz zwei der Billboard 200 und auch in Frankreich kam das Album auf Platz zwei. In den Charts von Deutschland, Österreich, der Schweiz, Großbritannien, den Niederlanden, Schweden, Finnland, Norwegen, Dänemark, Italien, Australien und Neuseeland erreichte das Album jeweils die Spitzenposition.
In den deutschen Single-Jahrescharts 2002 belegte das Album Platz acht, in Österreich konnte es sogar Platz sechs der Jahreshitparade erreichen.
| ChartsChartplatzierungen       | Höchstplatzierung | Wochen |
| ------------------------------ | ----------------- | ------ |
| Deutschland (GfK)              | 1 (52 Wo.)        | 52     |
| Österreich (Ö3)                | 1 (20 Wo.)        | 20     |
| Schweiz (IFPI)                 | 1 (51 Wo.)        | 51     |
| Vereinigte Staaten (Billboard) | 2 (60 Wo.)        | 60     |
| Vereinigtes Königreich (OCC)   | 1 (84 Wo.)        | 84     |

| ChartsJahrescharts (2002)      | Platzierung |
| ------------------------------ | ----------- |
| Deutschland (GfK)              | 8           |
| Österreich (Ö3)                | 6           |
| Schweiz (IFPI)                 | 6           |
| Vereinigte Staaten (Billboard) | 59          |
| Vereinigtes Königreich (OCC)   | 6           |

| ChartsJahrescharts (2003)      | Platzierung |
| ------------------------------ | ----------- |
| Deutschland (GfK)              | 58          |
| Vereinigte Staaten (Billboard) | 89          |
| Vereinigtes Königreich (OCC)   | 18          |

### Auszeichnungen für Musikverkäufe
Das Album verkaufte sich laut Schallplattenauszeichnungen weltweit über 7,1 Millionen Mal, davon über 286.000 Mal in der ersten Verkaufswoche.
| Land/Region                  | Auszeichnungen für Musikverkäufe (Land/Region, Auszeichnung, Verkäufe) | Verkäufe    |
| ---------------------------- | ---------------------------------------------------------------------- | ----------- |
| Argentinien (CAPIF)          | Platin                                                                 | 40.000      |
| Australien (ARIA)            | 5× Platin                                                              | 350.000     |
| Belgien (BRMA)               | Gold                                                                   | 15.000      |
| Brasilien (PMB)              | 2× Platin                                                              | 250.000     |
| Dänemark (IFPI)              | Platin                                                                 | 50.000      |
| Deutschland (BVMI)           | 5× Gold                                                                | 750.000     |
| Europa (IFPI)                | 3× Platin                                                              | (3.000.000) |
| Finnland (IFPI)              | Platin                                                                 | 30.000      |
| Frankreich (SNEP)            | Platin                                                                 | 300.000     |
| Griechenland (IFPI)          | Platin                                                                 | 30.000      |
| Kroatien (HDU)               | Gold                                                                   | 7.500       |
| Italien (FIMI)               | Platin                                                                 | 50.000      |
| Japan (RIAJ)                 | 2× Platin                                                              | 400.000     |
| Kanada (MC)                  | 2× Platin                                                              | 200.000     |
| Neuseeland (RMNZ)            | 3× Platin                                                              | 45.000      |
| Niederlande (NVPI)           | Platin                                                                 | 80.000      |
| Norwegen (IFPI)              | —                                                                      | 49.000      |
| Österreich (IFPI)            | Platin                                                                 | 40.000      |
| Polen (ZPAV)                 | Gold                                                                   | 35.000      |
| Schweden (IFPI)              | Platin                                                                 | 60.000      |
| Schweiz (IFPI)               | 2× Platin                                                              | 80.000      |
| Spanien (Promusicae)         | Platin                                                                 | 100.000     |
| Ungarn (MAHASZ)              | Gold                                                                   | 25.000      |
| Vereinigte Staaten (RIAA)    | 2× Platin                                                              | 2.000.000   |
| Vereinigtes Königreich (BPI) | 7× Platin                                                              | 2.200.000   |
| Insgesamt                    | 5× Gold · 36× Platin ·                                                 | 7.171.500   |

Hauptartikel: Red Hot Chili Peppers/Auszeichnungen für Musikverkäufe